# Сомалийская овца
Сомалийская овца — порода домашних овец курдючного и мясного направления, разводимая на востоке Африки и в Южной Америке.

## История
Сомалийская овца — прямой потомок черноголовой персидской овцы, которая была выведена на юге Африки в конце XIX — начале XX века и была активно задействована в скрещиваниях с представителями других пород в тропических районах. Распространена в Сомали, Джибути, Эфиопии, Кении и Бразилии. Известна также как бербера черноголовая.

## Внешний вид
Это жирнохвостая бесшёрстная овца курдючного типа, покрытая короткими блестящими волосами. Самый высокий волос — на брюхе (2,6—3,5 см). Рост маток — 60—68 см, живая масса — 33—52 кг. Жир откладывается на крупе в форме сердца, весит 2-3 кг, но может достигать 11 кг.
Голова и шея чёрные, туловище и ноги — белые, однако у некоторых особей голова и шея могут быть коричневыми, а туловище — желтоватым. На ногах иногда есть пятна. Ноги тонкие, средней длины.
Голова маленькая, достаточно короткая, с широким лбом, горбоносым профилем. У некоторых особей нет ушной раковины. Особи обоих полов комолые.

## Хозяйственное значение
Мясо сомалийской овцы — основной экспортный товар Сомали. Его в основном продают на Аравийский полуостров, в страны Персидского залива: в Буръо и Йирове располагаются крупнейшие рынки торговли бараниной на Африканском Роге.